# Trenchcoat

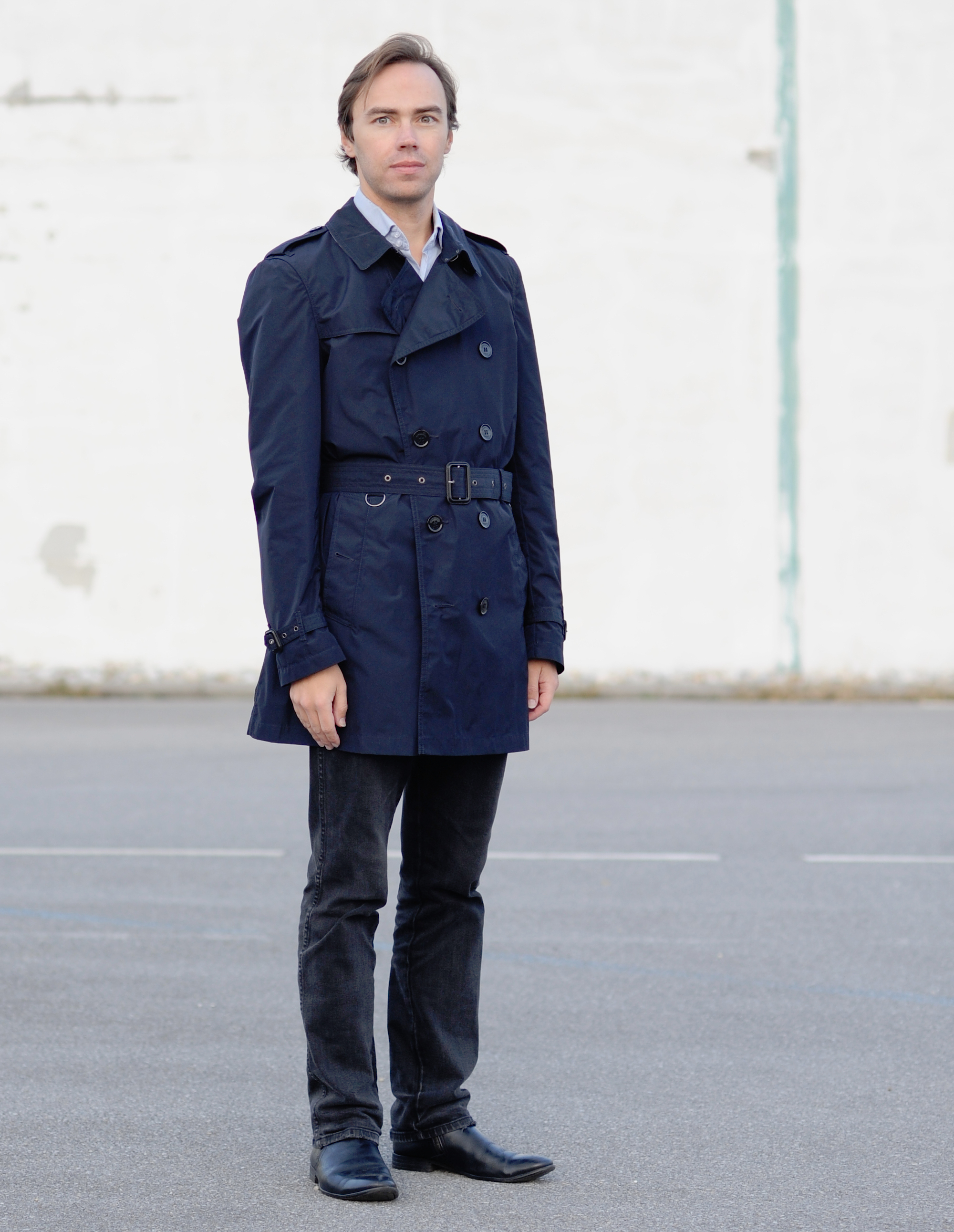
Herren-Kurztrench (2018)

Der Trenchcoat (engl. trench für „Graben, Schützengraben“; coat für „Mantel“) ist ein mittellanger bis langer, meist doppelreihiger Regenmantel ohne Kapuze aus Gabardine oder Popeline mit Gürtel. Erfunden wurde er von den Herstellern Burberry und Aquascutum London Ende des 19. Jahrhunderts als Mantel für die britische Armee.

## Charakteristikum
Ursprünglich war der Trenchcoat ein zweireihiger Herrenwettermantel mit einem breiten Übertritt. Daraus entwickelt hat sich ein auch einreihiger Mantel für Damen und Herren. Typisch für den Mantel im Baumwollcharakter ist unter anderem der Kragen, der mit einem Riegel auch hochgeschlossen getragen werden kann. Dazu kommen breite Revers, gesteppte Kanten, oft mit knöpfbarer und geschwungen geschnittener Vorder- und Rückenpasse oder einem Koller, viele Knöpfe, auch Lederknöpfe, viele Taschen, Schulterklappen, verstellbare Ärmelspangen, Rundgürtel mit Schnalle und Dorn. Manchmal weist er auch noch die Gürtelringe auf, die früher zur Befestigung des Fernglases dienten. Häufig ist ein Rückenschlitz oder eine geknöpfte Rückenfalte. Bevorzugte Stoffarten sind Popeline oder Gabardine.
Als „Stadionmantel“ wird ein wetterfester Mantel in der Art eines Trenchcoats bezeichnet, bei dem man den Kragen zum Schutz vor dem Regen hochstellen kann. Meist hat er eine Kapuze, oft einen Taillenzug.

## Geschichte

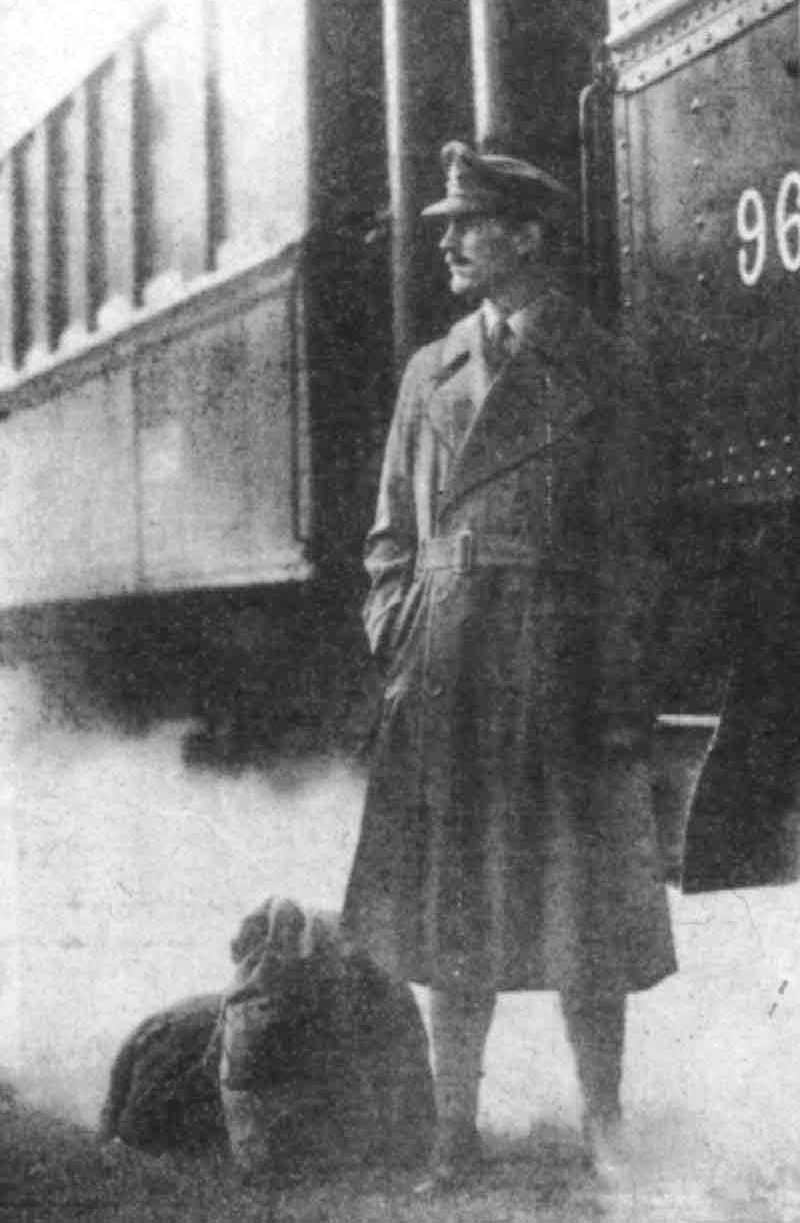
Trenchcoat zur Zeit des Ersten Weltkriegs

Thomas Burberry legte mit der Erfindung des Stoffes Gabardine, den er 1879 patentieren ließ, den Grundstein für den Trenchcoat. Dessen wasserabweisende Eigenschaften machten den Mantel besonders witterungsbeständig und somit für das Militär attraktiv. Im Ersten Weltkrieg wurde er von britischen und französischen Offizieren getragen und kam so über den Gebrauch im Schützengraben (englisch trench) zu seinem Namen. Sein Schnitt ist auf guten Wetterschutz und gute Beweglichkeit ausgelegt. Auch das 1851 gegründete Unternehmen Aquascutum London fertigte bereits vor dem Ersten Weltkrieg Trenchcoats für Armee und Zivilleben. 
Bekannt wurde der Trenchcoat durch Filmstars wie Humphrey Bogart in Casablanca, Audrey Hepburn in Frühstück bei Tiffany, Horst Tappert in Derrick und Inspektor Gadget. Der Regenmantel, den Peter Falk als Inspektor Columbo trägt, ist dagegen kein Trenchcoat im engeren Sinn, sondern ein Mackintosh.
In Filmen ist der Trenchcoat oft die Bekleidung von Detektiven im Film-Noir-Genre. In Sketchen ist ein Trenchcoat die typische und oft einzige Bekleidung von Exhibitionisten. Beides sind etablierte Klischees, die gezielt eingesetzt werden, genauso wie häufig die Abschlussszene von „Casablanca“ mittels eines Trenchcoats persifliert wird. Schließlich erscheint das Kleidungsstück in Filmen häufig geeignet für Schwarzmarkthändler, weil an der Innenseite des Revers und im Mantelinneren viel Platz für „heiße Ware“ ist, die unauffällig vorgezeigt werden kann.